# نجمة كوينزلاند السوداء
نجمة كوينزلاند السوداء هي ياقوتة سوداء بمقياس 733 قيراط، عثر عليها في ولاية كوينزلاند الوسطى بأستراليا 1930 شهدت 1969 و من جديد شهدت في متحف أونتاريو الملكي بتاريخ 2 يونيو 2007 وسعرها كان في 2002 يزيد عن 100 مليون دولار وهي الياقوتة الأكبر في العالم و لذى نسب لها اسم نجمة كوينزلاند السوداء.